# Skupina kosmonautů GKNII VVS V. P. Čkalova

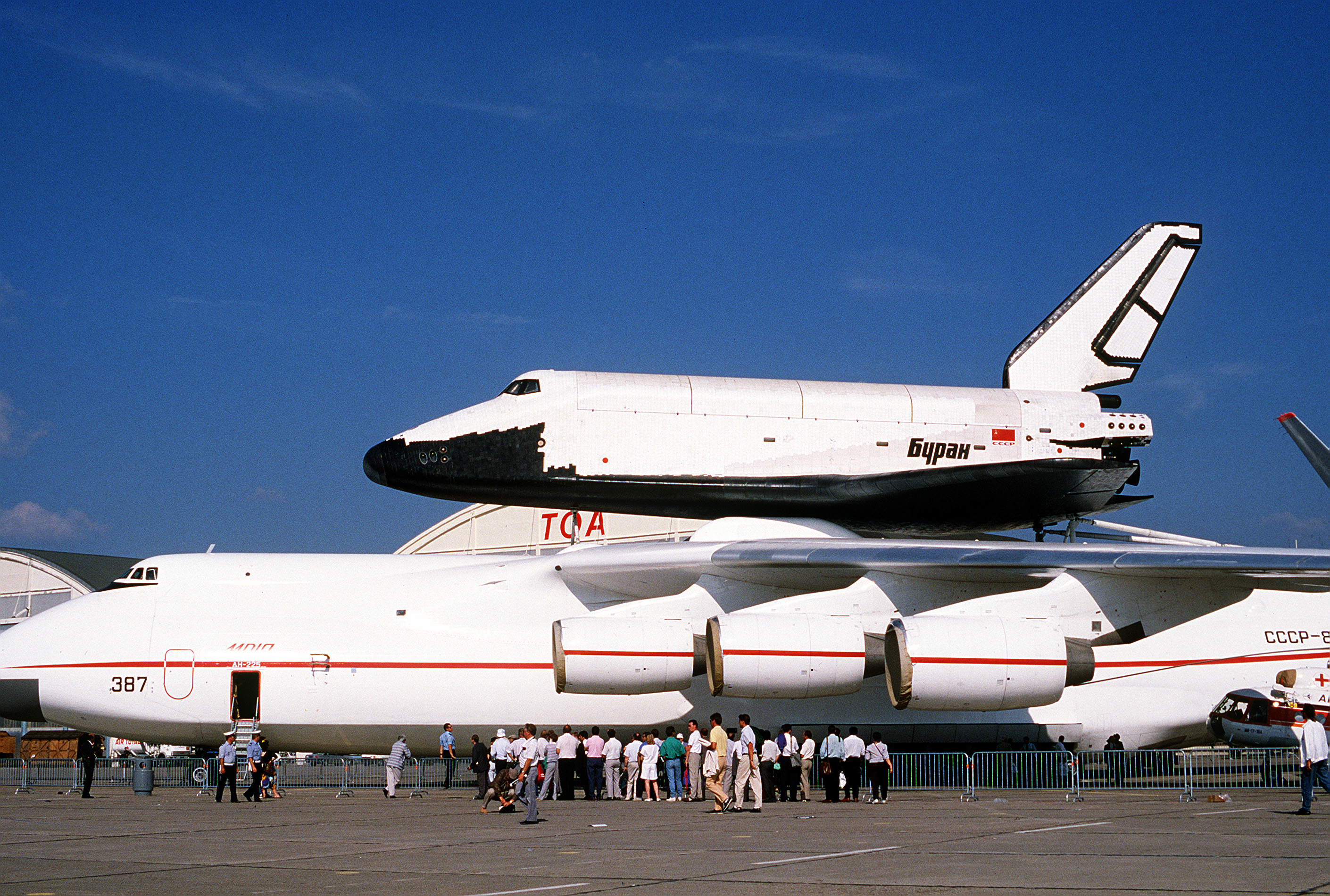
Buran na letišti Le Bourget, 1989

Skupina kosmonautů GKNII VVS V. P. Čkalova (Státního vědecko-zkušebního institutu vojenského letectva V. P. Čkalova, Государственного Краснознаменного научно-испытательного института ВВС им. В.П.Чкалова) v Achtubinsku byla tvořena vojenskými zkušebními piloty institutu. Předurčeni byli k pilotování sovětského raketoplánu Buran. Skupina se začala vytvářet od roku 1978, formálně byla založena v srpnu 1987, existovala do roku 1996. 
Ze šestnácti letců institutu vybraných ke kosmickým letům se jich nakonec do vesmíru dostalo pět – čtyři v lodích Sojuz po přeložení do oddílu Centra přípravy kosmonautů v Hvězdném městečku. Pátý Leonid Kadeňuk se po získání ukrajinského občanství zúčastnil v rámci ukrajinsko-americké dohody mise STS-87.

## Historie skupiny
V prosinci 1978 dostalo od Státní meziresortní komise souhlas ke kosmonautickému výcviku šest zkušebních letců institutu – Ivan Ivanovič Bačurin, Alexej Sergejevič Borodaj, Vladimir Jemeljanovič Mosolov, Nail Šaripovič Sattarov, Anatolij Michajlovič Sokovich a Viktor Martynovič Čirkin. V lednu 1979 zahájili všeobecnou kosmickou přípravu formou krátkodobých stáží v Centru přípravy kosmonautů v Hvězdném městečku, ukončili ji v listopadu 1980. V květnu 1980 byl vyřazen Sattarov za neuposlechnutí rozkazu při letu. Kvalifikace zkušební kosmonaut byla zbylé pětici přiznána 12. února 1982.

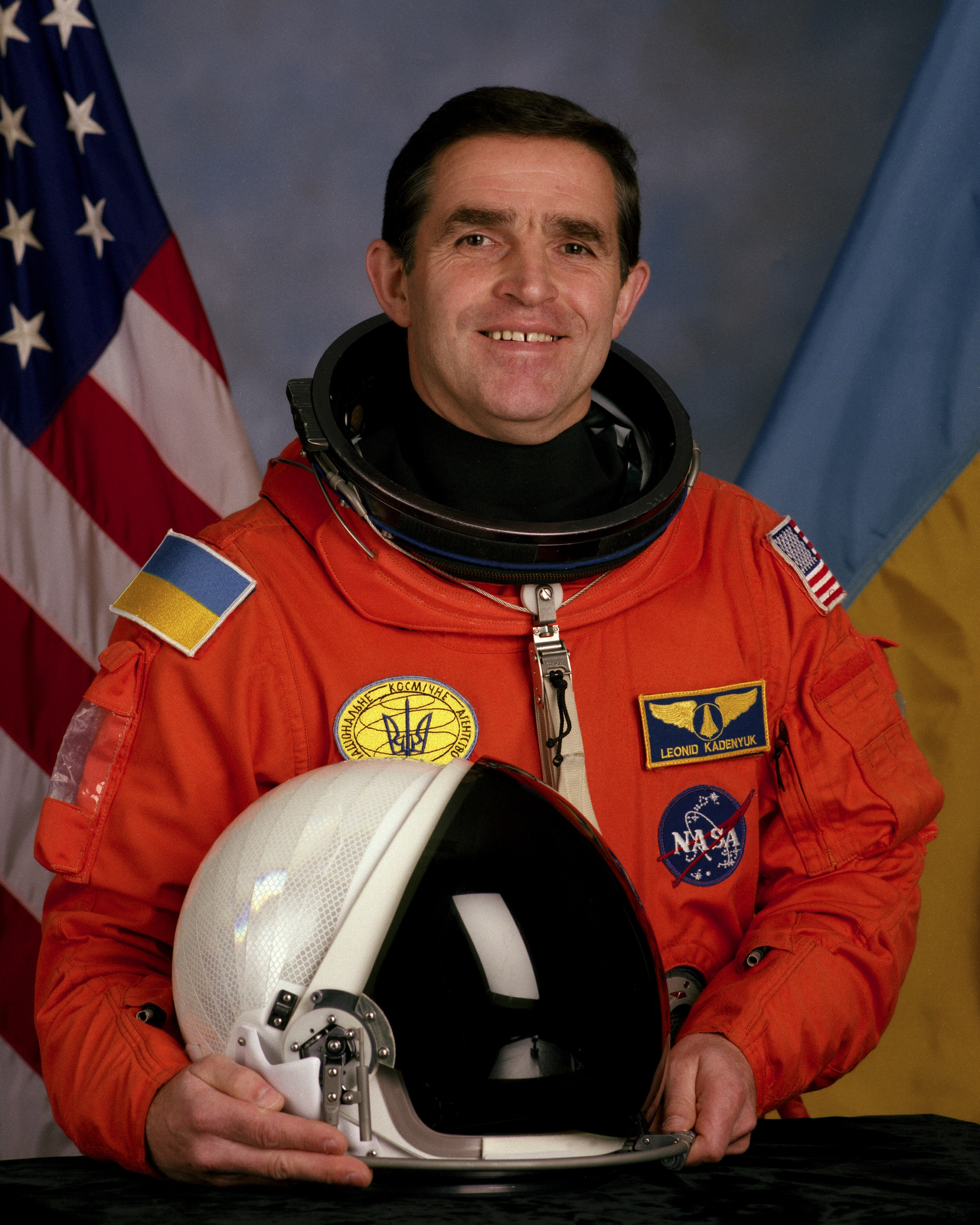
Leonid Kadeňuk se dostal do kosmu až poté co dvakrát změnil oddíl a občanství

Roku 1985 proběhl druhý nábor mezi vojenskými zkušebními letci, vybraní Anatolij Pavlovič Arcebarskij, Viktor Michajlovič Afanasjev a Gennadij Michajlovič Manakov od listopadu 1985 do května 1987 absolvovali všeobecnou přípravu, po státních zkouškách získali kvalifikaci zkušební kosmonaut. Vzhledem k odkladům a protahování programu Buran byli v lednu 1988 zařazeni do oddílu CPK.
K 7. srpnu 1987 byla rozkazem ministra obrany založena pětičlenná skupina kosmonautů GKNII VVS V. P. Čkalova, z kosmonautů do ní byli začleněni ale pouze Bačurin a Borodaj. V letech 1987 – 1988 posádka Bačurin, Borodaj absolvovala šest zkušebních letů v atmosféře s analogem Buranu. V říjnu 1988 skupinu doplnil Leonid Kadeňuk, bývalý kosmonaut CPK.
V letech 1989–1990 proběhl v institutu třetí nábor, ve dvou etapách byli vybráni Alexandr Nikolajevič Jabloncev, Valerij Ivanovič Tokarev, Anatolij Borisovič Polonskij, Valerij Jevgenjevič Maximenko, Alexandr Sergejevič Pučkov a Nikolaj Alexejevič Puščenko. Všeobecnou kosmickou přípravou prošli v květnu 1989–dubnu 1991. Do skupiny byli začleněni postupně, nejdříve v dubnu 1992 Jabloncev a Pučkov (tím po pěti letech od založení skupiny bylo dosaženo plánovaného stavu pěti kosmonautů), v lednu 1993 Tokarev (náhradou za Bačurina) a v únoru 1995 Puščenko (místo Borodaje).
V polovině 90. let už bylo jasné, že program Buran, zastavený roku 1992, nebude obnoven. V únoru 1996 odešel Kadeňuk na Ukrajinu a v září 1996 byla skupina zrušena.

## Velitel skupiny
- Ivan Bačurin 7. srpna 1987–28. listopadu 1992[4]
- Alexej Borodaj prosinec 1992–29. prosince 1993[5]
- Valerij Tokarev leden 1994–30. září 1996[6]

## Přehled kosmonautů GKNII VVS V. P. Čkalova
| Jméno                          | Narození/úmrtí                   | Kosmonaut-kandidát od          | Zkušební kosmonaut od                             | Ve skupině od  | Vyřazen            | Důvod vyřazení                                            |
| ------------------------------ | -------------------------------- | ------------------------------ | ------------------------------------------------- | -------------- | ------------------ | --------------------------------------------------------- |
| Ivan Ivanovič Bačurin          | 29. ledna 1942 20. září 2011     | 1. prosince 1978               | 12. února 1982                                    | 7. srpna 1987  | 28. listopadu 1992 | snižování stavů ozbrojených sil                           |
| Alexej Sergejevič Borodaj      | 28. července 1947                | 1. prosince 1978               | 12. února 1982                                    | 7. srpna 1987  | 29. prosince 1993  | zdravotní důvody                                          |
| Vladimir Jemeljanovič Mosolov  | 21. února 1944                   | 1. prosince 1978               | 12. února 1982                                    |                | 7. srpna 1987      |                                                           |
| Nail Šaripovič Sattarov        | 23. prosince 1941 15. dubna 2014 | 1. prosince 1978               |                                                   |                | květen 1980        |                                                           |
| Anatolij Michajlovič Sokovich  | 12. ledna 1944                   | 1. prosince 1978               | 12. února 1982                                    |                | červenec 1985      |                                                           |
| Viktor Martynovič Čirkin       | 13. červenec 1944                | 1. prosince 1978               | 12. února 1982                                    |                | 7. srpna 1987      |                                                           |
| Anatolij Pavlovič Arcebarskij  | 9. září 1956                     | 2. září 1985                   | květen 1987                                       |                | 8. ledna 1988      | zařazen do oddílu CPK                                     |
| Viktor Michajlovič Afanasjev   | 31. prosince 1948                | 2. září 1985                   | květen 1987                                       |                | 8. ledna 1988      | zařazen do oddílu CPK                                     |
| Gennadij Michajlovič Manakov   | 1. června 1960                   | 2. září 1985                   | květen 1987                                       |                | 8. ledna 1988      | zařazen do oddílu CPK                                     |
| Leonid Kosťantynovyč Kadeňuk   | 28. ledna 1951                   | 23. srpna 1976 (kosmonaut CPK) | 30. ledna 1979 (kosmonaut CPK do 22. března 1983) | 25. října 1988 | 15. února 1996     | vlastní žádost, přijal ukrajinské občanství               |
| Alexandr Nikolajevič Jabloncev | 3. dubna 1955 9. května 2012     | 25. ledna 1989                 | 5. dubna 1991                                     | 8. dubna 1992  | 30. září 1996      | zrušení skupiny                                           |
| Valerij Ivanovič Tokarev       | 29. října 1952                   | 25. ledna 1989                 | 5. dubna 1991                                     | 30. ledna 1993 | 30. září 1996      | zrušení skupiny, později kosmonaut CPK                    |
| Anatolij Borisovič Polonskij   | 1. ledna 1956                    | 25. ledna 1989                 | 5. dubna 1991                                     |                |                    | ještě v roce 1991 se vrátil ke kariéře testovacího pilota |
| Valerij Jevgenjevič Maximenko  | 16. července 1950                | 11. května 1990                | 5. dubna 1991                                     |                |                    |                                                           |
| Alexandr Sergejevič Pučkov     | 28. července 1947                | 11. května 1990                | 5. dubna 1991                                     | 8. dubna 1992  | 30. září 1996      | zrušení skupiny                                           |
| Nikolaj Alexejevič Puščenko    | 10. srpna 1952                   | 11. května 1990                | 5. dubna 1991                                     | 6. února 1995  | 30. září 1996      | zrušení skupiny                                           |